# Moto Guzzi Norge
La Moto Guzzi Norge es una motocicleta de la marca italiana Moto Guzzi producida entre 2006 y 2016, disponible con dos motores de diferentes cilindradas, los modelos 850 y 1200.

## Especificaciones (Norge 850)
- Tipo de motor: bicilíndrico en V a 90° de 4 tiempos
- Cilindrada: 877 cc
- Refrigeración: por aire
- Relación de Compresión: 9,8 : 1
- Diámetro x Carrera: 92 mm x 66 mm
- Distribución: 2 válvulas
- Diagrama de distribución: de abertura de las válvulas de admisión 24 ° P.P.M.S.
- Válvula de cierre de la ingesta: 52 ° D.P.M.I.
- Abertura de las válvulas de escape: 54 ° P.P.M.I.
- Cierre de válvula de escape: 22 ° D.P.M.S.
- Medida con la balanza de control de juego de válvulas: 1.5 mm
- Potencia Máxima: 72,06 CV / 7600 r. p. m.
- Par Máximo: 66 Nm / 7000 r. p. m.
- Lubricación: por salpicadura
- Encendido: electrónico
- Arranque: electrónico digital de descarga inductiva Magneti Marelli IAW 15RC
- Embrague: en seco con control mecánico
- Cambio: 6 velocidades
- Transmisión Primaria: dientes de engranajes helicoidal: 23/26 = 1:1,565
- Transmisión Final: cardan reactivo compacto CA.R.C. Doble cardan conjunta par cónico y flotante.
- Relación: 12/44 = 1: 3,666

## Relación de cambio
- 1ª Velocidad 17/38 = 1 : 2.235
- 2ª Velocidad 20/34 = 1 : 1.7
- 3ª Velocidad 23/31 = 1 : 1.347
- 4ª Velocidad 26/29 = 1 : 1.115
- 5ª Velocidad 31/30 = 1 : 0.967
- 6ª Velocidad 29/25 = 1 : 0.862
- Escape De acero inoxidable.
- 2 tubos conectados a 1 cámara de expansión conectada a dos silenciadores de acero cromado; de 3 vías con catalizador sonda Lambda

## Estructura de la moto
- Chasis: tubular de acero
- Avance: 120 mm
- Ángulo de giro: 32°
- Suspensión delantera: horquilla telescópica hidráulica regulable en precarga de muelle
- Diámetro barras: 45 mm
- Recorrido: 120 mm
- Suspensión trasera: mono-amortiguador con mando ergonómico y regulable con extensión para el ajuste de la precarga
- Recorrido: 140 mm
- Freno delantero: doble disco flotante de acero inoxidable, pinza de 4 pistones
- Diámetro:320 mm
- Freno trasero: disco de acero inoxidable, pinza flotante de 2 pistones paralelos
- Llanta Delantera: 3.50" x 17" Aleación de aluminio
- Llanta Trasera: 5.50 x 17" Aleación de aluminio
- Neumático delantero: 120/70 ZR17
- Neumático trasero: 180/55 ZR17

## Datos generales
- Longitud: 2.195 mm
- Anchura: 870 mm
- Altura: 1.125 mm
- Distancia entre ejes: 1.495 mm
- Altura del asiento: 800 mm
- Peso: 242 kg
- Depósito de combustible: 23 L (4 L de reserva)
- Homologación: Euro 3